# Emelie Otter
Emelie Otter, född 30 juli 1992 i Skövde, är en svensk handbollsspelare (vänsternia), som spelat för Skövde HF under två säsonger.
Otter blev upplockad från juniorlaget inför säsongen 2010/2011. Hon spelade mycket i utvecklingslaget Somby HK och slutade i Skövde HF 2012. Spelade sedan lite för moderklubben HK Country.